# Biserică (edificiu)

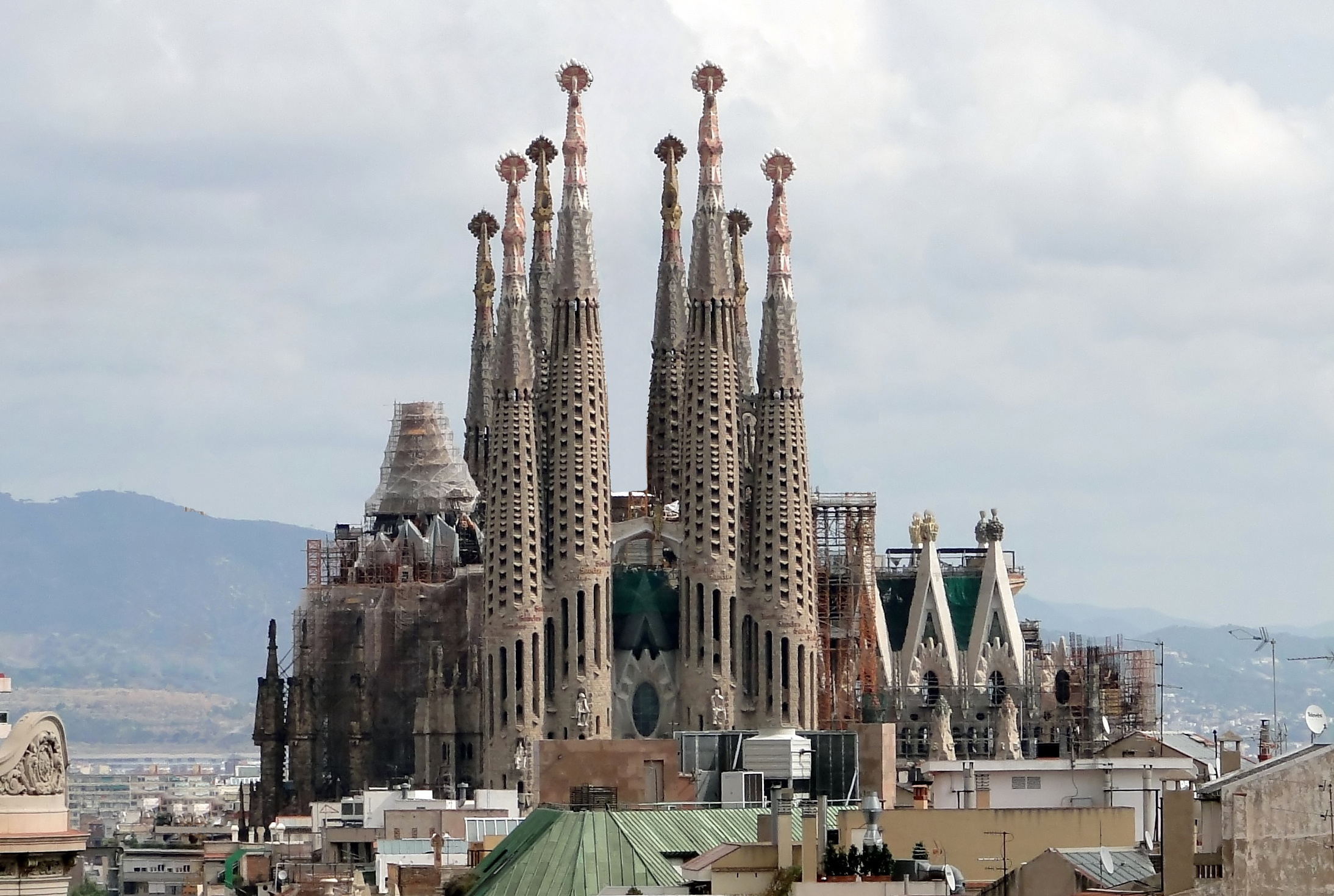
Biserica Sagrada Familia din Barcelona, proiectată de arhitectul Antoni Gaudi

Biserică – în sens arhitectural, este un edificiu construit și amenajat pentru practicarea de activități religioase, în special pentru oferirea serviciilor cu caracter confesional. În acest sens – de lăcaș de cult, termenul  este cel mai des folosit de creștini pentru a se referi la clădirile lor de practicare a religiei. În arhitectura creștină tradițională, majoritatea bisericilor au planuri în formă de cruce creștină.

## Tipuri în ierarhia bisericii ortodoxe

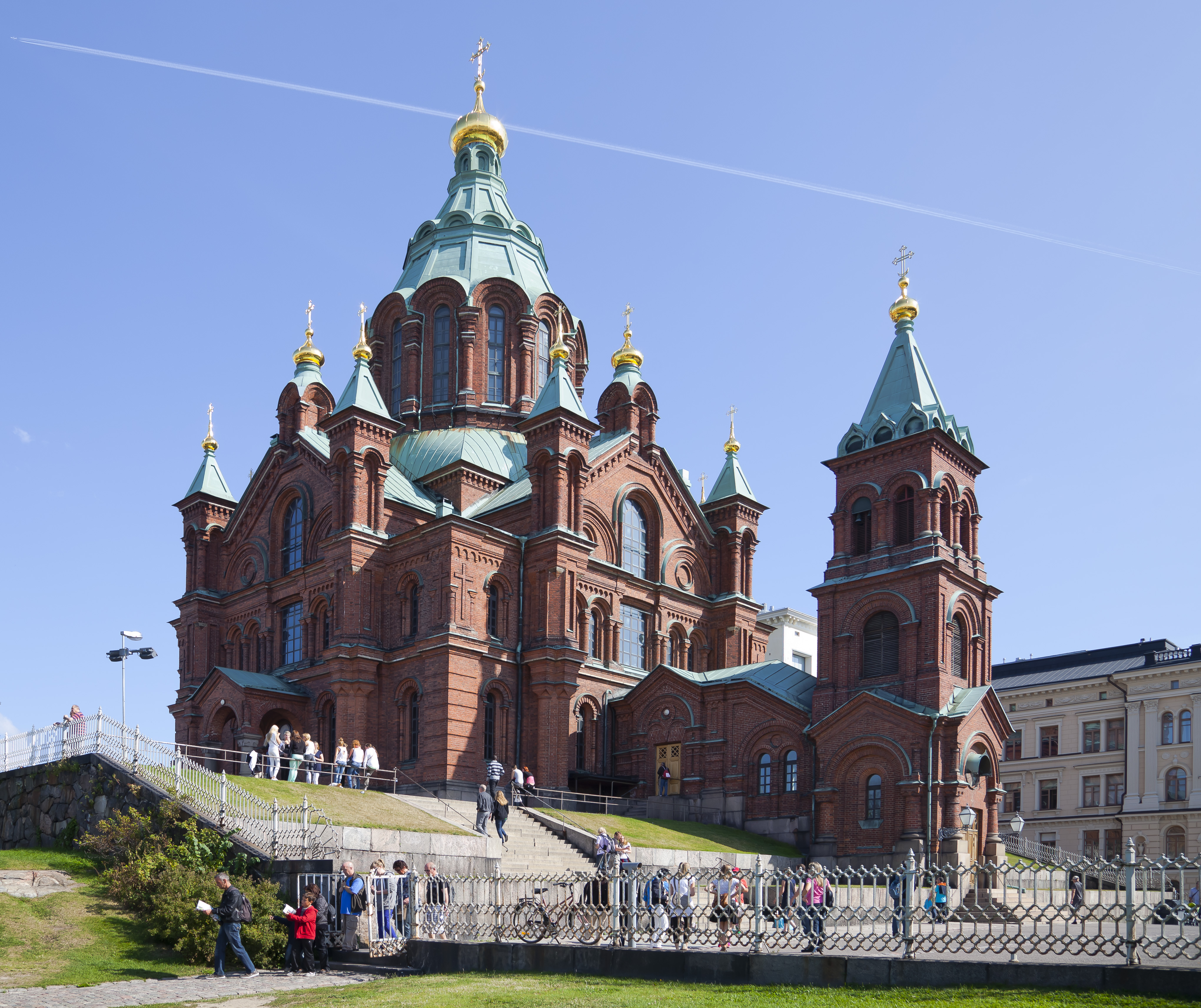
Catedrala Uspenski din Helsinki (Finlanda)

Bisericile au diferite denumiri în funcție de rangul atribuit:
- Catedrală Patriarhală - este cel mai important lăcaș de cult într-o biserică autocefală (Patriarhie)
- Catedrală Mitropolitană - este biserica principală a unei mitropolii
- Catedrală Arhiepiscopală
- Catedrală Episcopală
- Mănăstire - este biserica unui așezământ monahal
- Schit - este biserica unui așezământ monahal mai mic
- Biserică parohială

## Tipuri în arhitectură

### Catedrală

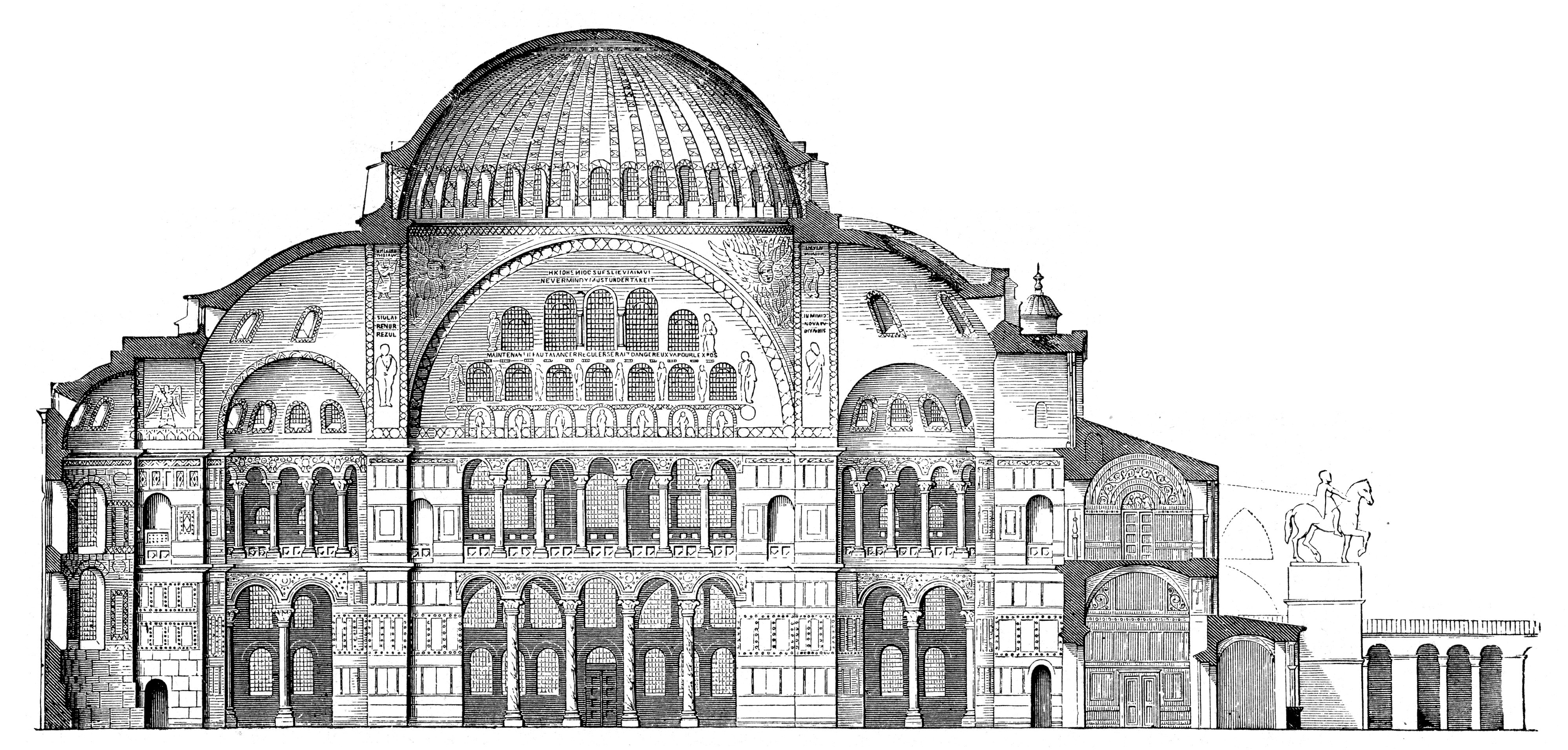
Secțiunea catedralei Sfânta Sofia din Istanbul

Catedrala este biserica cea mai importantă a unei episcopii în biserica ortodoxă și a unei dieceze în biserica Romano-Catolică, dieceza (sau dioceza) fiind echivalentul episcopiei în biserica ortodoxă.
Numele provine din termenul grecesc κάθεδρα și din cel latin cathèdra, care indică locul unde se așează episcopul (scaunul episcopal).

### Dom

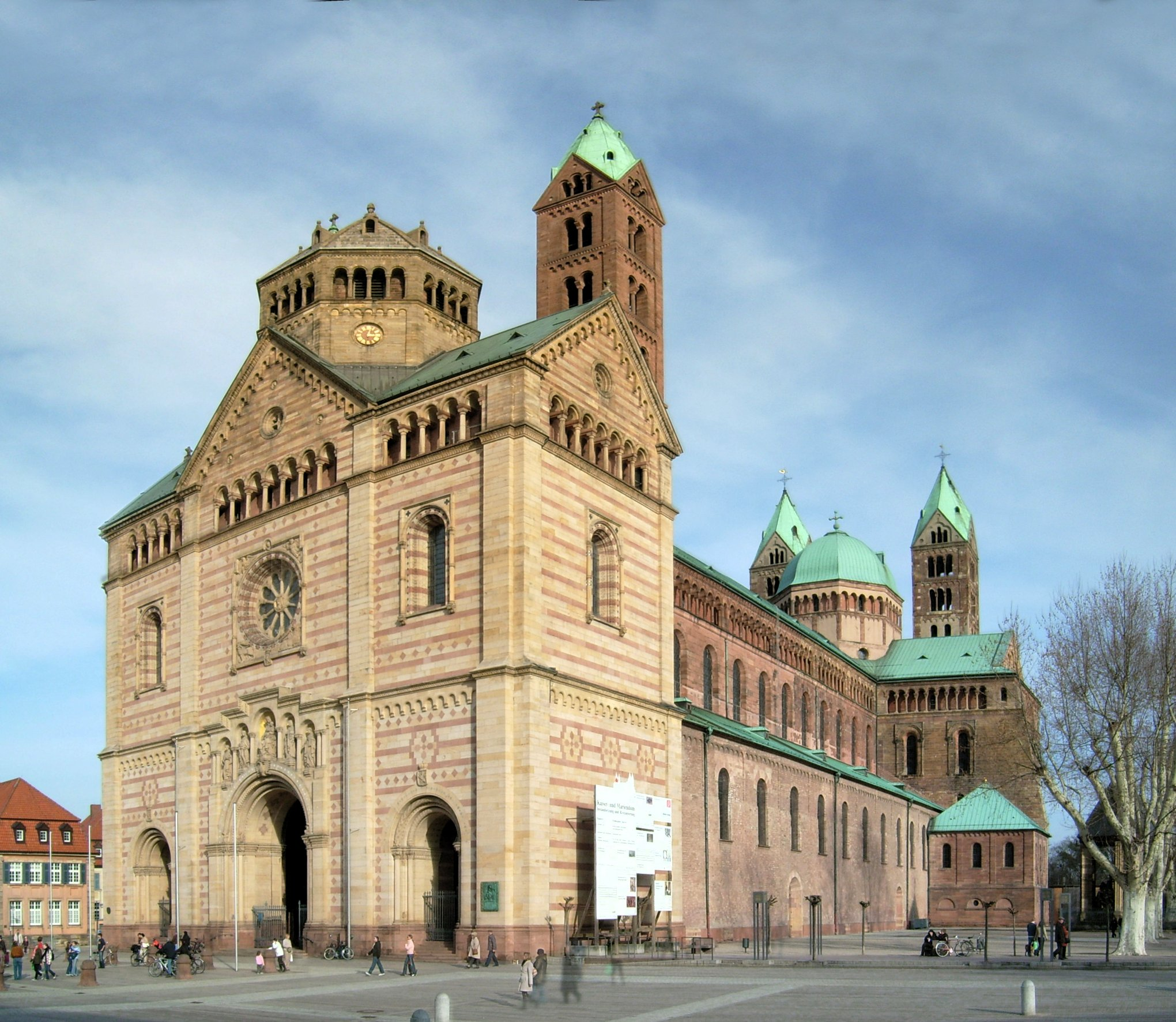
Domul din Speyer, cea mai mare biserică romanică din lume

În biserica Romano-catolică domul este un edificiu de cult deosebit de remarcabil datorită dimensiunii sale și aspectului exterior, fiind biserică principală (catedrală) în majoritatea orașelor.
Numele provine din termenul italian duomo.

### Bazilică
Este o biserică romano-catolică vastă și importantă căreia i-au fost date drepturi speciale de ceremonie de către Papă.
De obicei are un plan longitudinal organizat în mai multe nave.
Numele provine din termenul latin basilica și din cel grecesc βασιλικὴ στοά (tribunalul regelui).
În Roma antică bazilica era un edificiu public în formă longitudinală cu abside, adiacent unui forum.
Forma bazilicală a fost preluată și re-adaptată de primii creștini pentru construirea propriilor lăcașuri de cult.

### Paraclis
Este o biserică ortodoxă de mici dimensiuni. Paraclisele se regăsesc în special în mănăstiri.

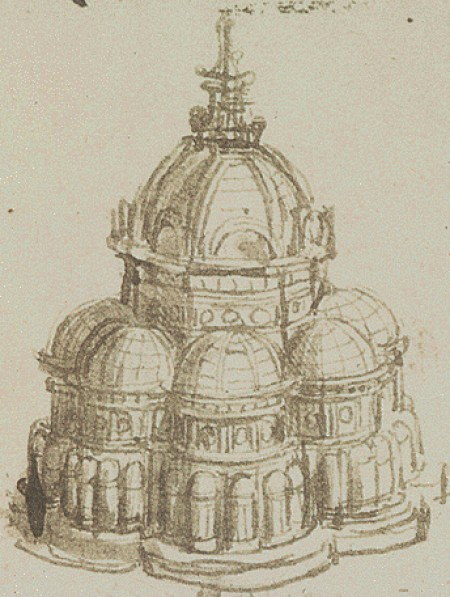
Arhitectura renascentistă: schiță de biserică înconjurată de capele (plan central), de Leonardo da Vinci

### Capelă
Este o biserică de mici dimensiuni sau un spațiu construit alături de o biserică, în interiorul unei clădiri sau într-un cimitir.

## Elemente arhitecturale principale

Părțile principale ale bisericilor catolice
Nava centrală
Nave laterale
Aulă (sală)
Transept
Prezbiteriu
Cor
Deambulatoriu
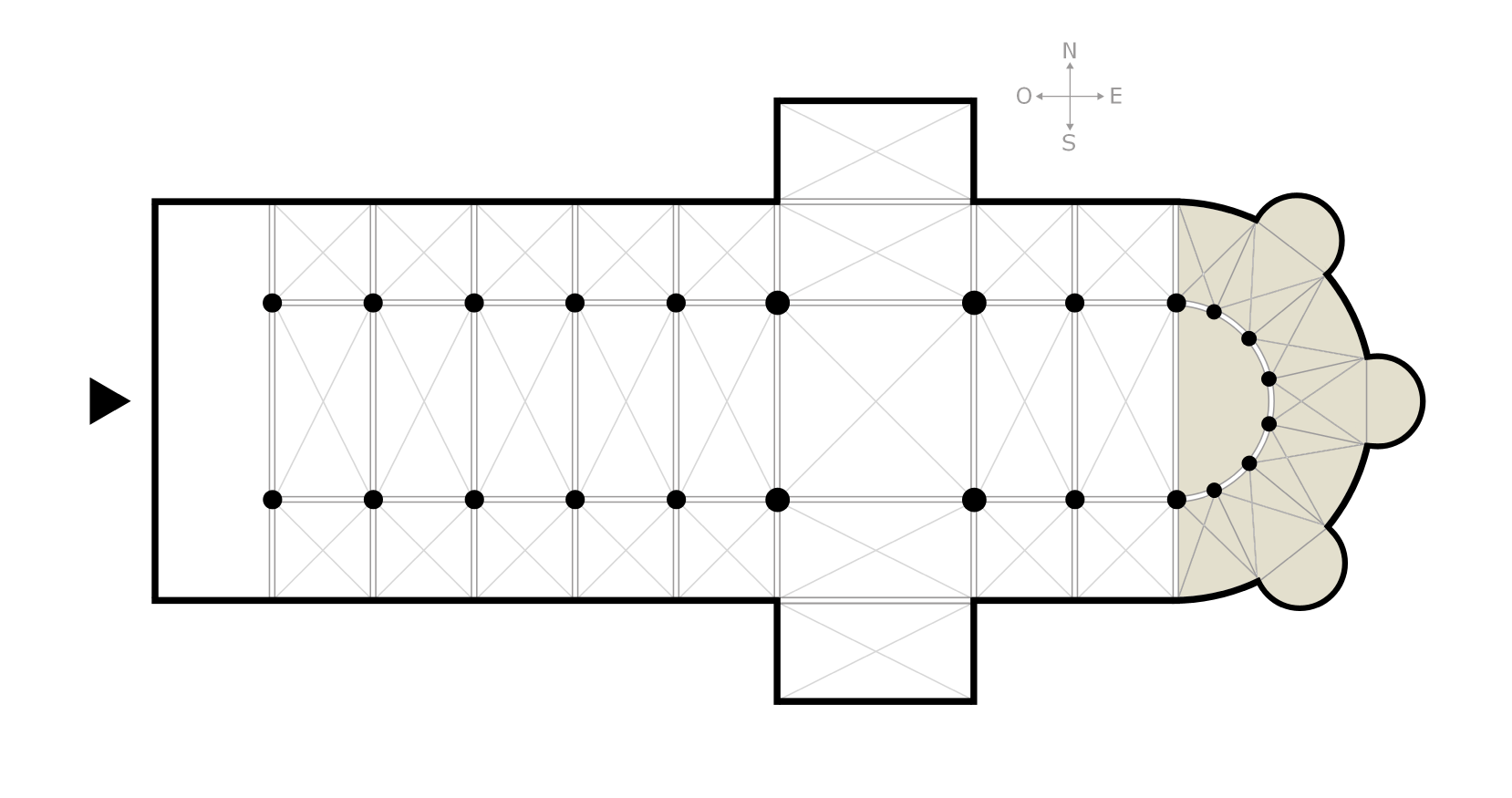
Absidă

### Tipuri de planuri de construire

#### Plan în formă decruce greacă
Este forma pe care o capătă planul bisericii în tradiția bizantină, caracterizată de brațe cu aceeași lungime.

#### Plan în formă decruce latină
Este forma planului bisericii care predomină în arhitectura occidentală, având un braț mai lung față de celelalte.

#### Plan central
Planul central sau planul în formă radială este o elaborare a planului în formă de cruce greacă, în care predomină simetria.
Planurile centrale sunt caracterizate de spații articulate care se desfășoară în jurul unui spațiu principal central.
Ele au fost studiate în special în perioada Renașterii.

#### Plan în formă de navă sau sală
Planul are o formă longitudinală în care poate fi înscrisă o cruce latină și este compus dintr-una sau din mai multe nave.

Tipuri de planuri
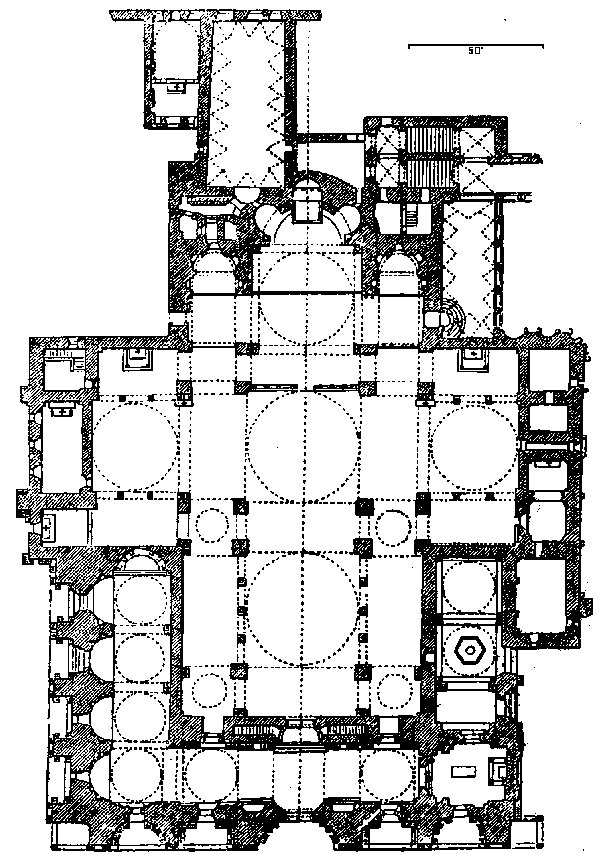
Planul Bazilicii Sfântul Marcu din Veneția în formă de cruce greacă
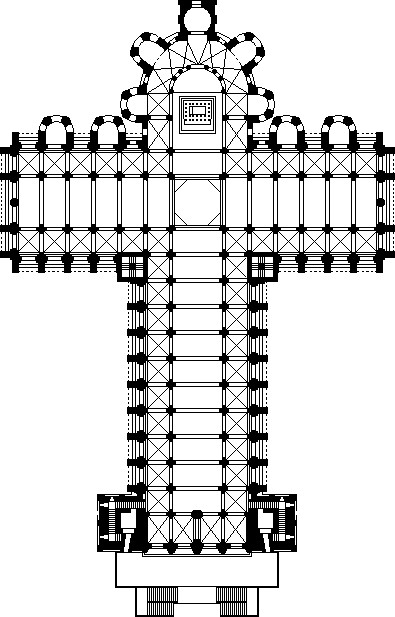
Planul Catedralei din Santiago de Compostela în formă de cruce latină
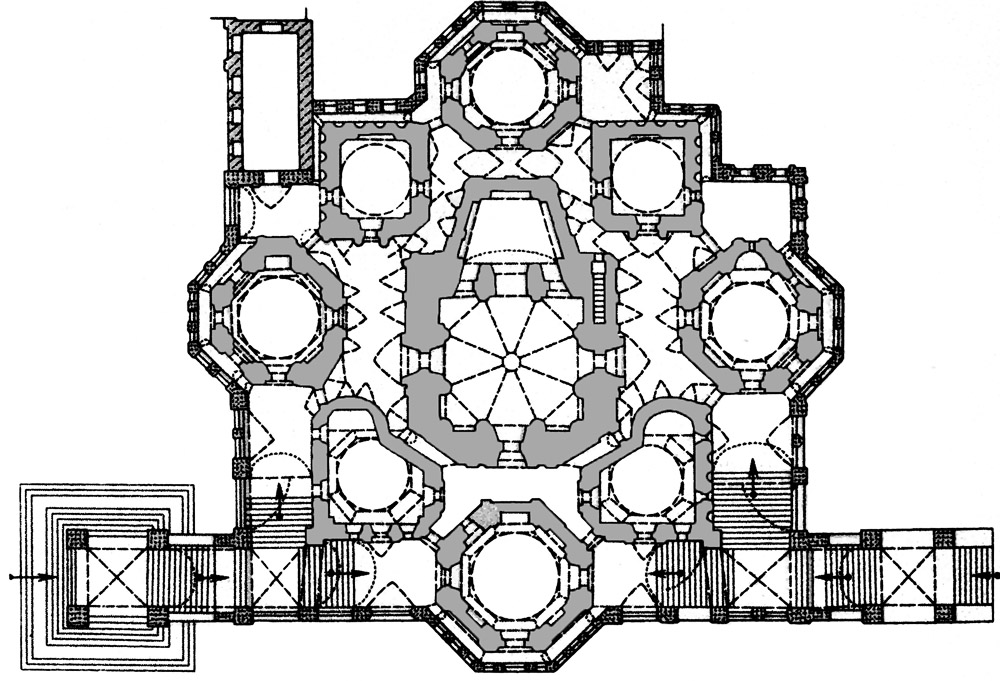
Planul bisericii cu hramul Sf. Vasile din Moscova
Planul catedralei din Reims (plan în formă de navă)

### Pridvor

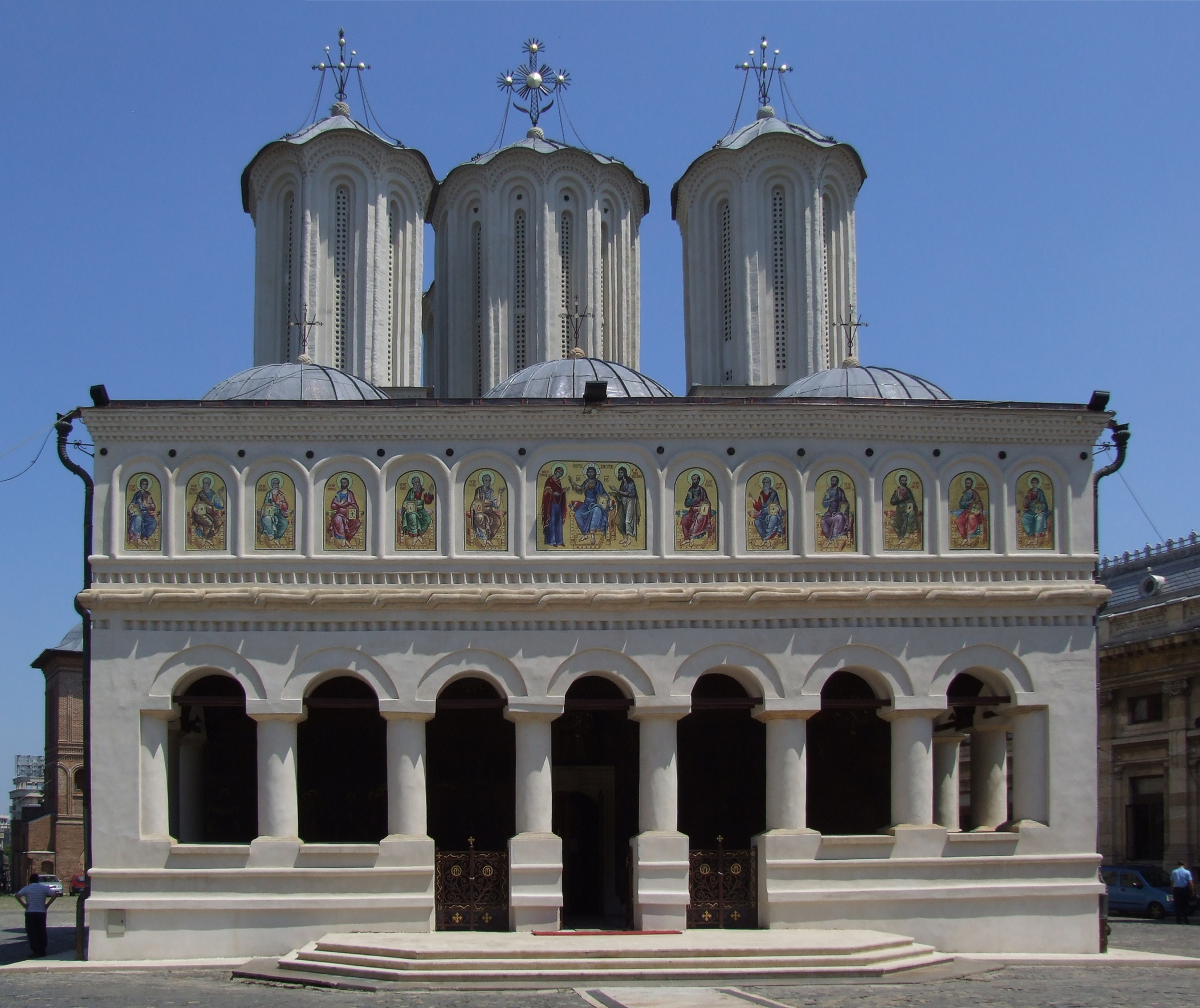
Catedrala Patriarhală din București cu pridvor

Este un spațiu acoperit în exteriorul bisericii. Nu este întotdeauna prezent și de obicei este situat pe partea de apus, la intrare.

### Pronaos saunartex
Este un spațiu acoperit în exteriorul sau în interiorul bisericii, situat pe partea de apus, care precede naosul.

### Naos
Este spațiul principal al bisericii, în care se desfășoară activitatea religioasă. 

### Strană
În tradiția ortodoxă stranele reprezintă spațiile destinate cântăreților (psalților), situate în absidele de nord și de sud ale bisericii. 
Stranele sunt incluse în încăperea naosului.

### Iconostas sau catapeteasmă
Este un perete compus din icoane și uși, prin care slujitorii bisericii (preoți și diaconi) au acces la altar. 
Iconostasul este un element caracteristic și nelipsit în tradiția ortodoxă.

### Altar
Este spațiul rezervat preoților, de obicei situat pe partea de răsărit, în care se desfășoară activitatea religioasă.

### Proscomidiar
Este un spațiu mic, care se regăsește în bisericile ortodoxe situat la nordul altarului.
Proscomidiarul simbolizează peștera în care s-a născut Iisus Hristos și Sfântul Mormânt.

### Diaconicon
Este un alt spațiu mic din bisericile ortodoxe, aflat la sudul altarului.
În diaconicon sunt păstrate veșmintele clericale.

### Pandantiv

Pandantive

Este unul din elementele în formă de triunghi sferic, care racordează în colțuri cupola (sau turla) cu structura de rezistență, aceasta fiind alcătuită din arcuri. 
Pandantivul este un element arhitectural specific arhitecturii bizantine.
De obicei în pandantivele cupolei principale sunt reprezentați cei patru evangheliști.

### Turlă

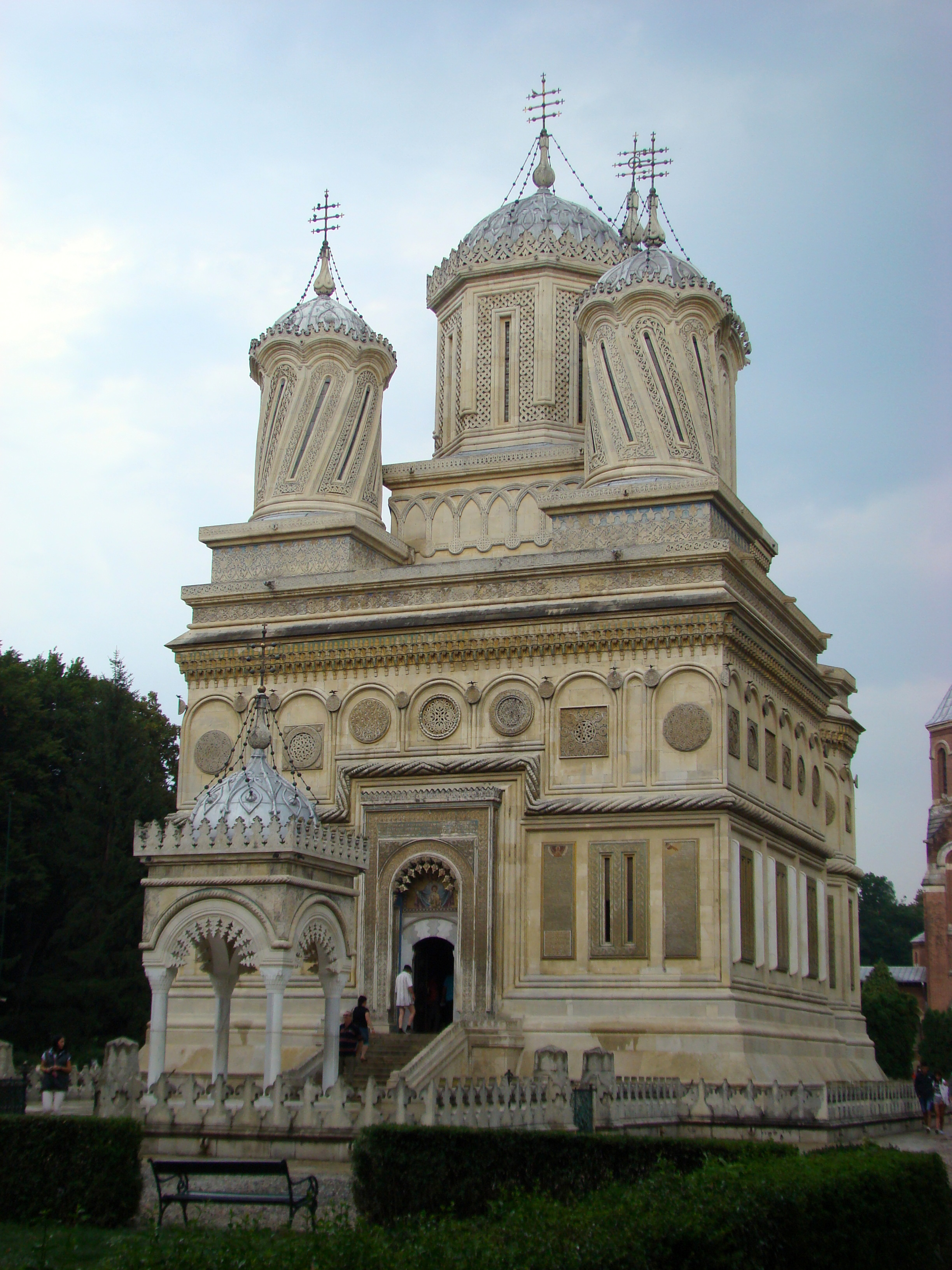
Biserica Episcopală Curtea De Argeș cu turlele torsionate

Este un element structural în formă de cilindru sau de prismă care susține cupola, prin care se captează lumina. 

### Cupolă
Este un element arhitectural foarte prezent în tradiția bizantină.
Cupola alcătuiește acoperământul spațiului principal al bisericii (naosul).
În funcție de forma planului bisericii, pot fi prezente și alte cupole mai mici, care acoperă spații secundare.
În cupola principală a bisericilor ortodoxe este reprezentat, de obicei, Iisus Hristos Pantocrator.

### Amvon
Este o structură suspendată în naos, din care se țineau predicile.
Amvonul este un element care se regăsește frecvent în arhitectura occidentală.

### Cor
Este o structură suspendată situată de obicei deasupra intrării, în pronaos, destinată ansamblului coral.
Corul este un element care se regăsește în bisericile mai mari și cu un rang înalt.

### Transept
Este spațiul care unește aula (sau navele) de prezbiteriu.
Transeptul este un element arhitectural specific bisericilor catolice și constituie, în plan orizontal, brațul transversal al crucii creștine.

### Prezbiteriu
Este spațiul destinat altarului. În prezbiteriu se poate afla și corul.
Prezbiteriu este un alt element specific bisericilor catolice.

### Criptă
Este un spațiu subteran specific arhitecturii medievale situat de obicei sub prezbiteriu.
În criptă se păstrează relicvele, obiectele prețioase de cult sau arhivele. Cripta poate avea și funcția de capelă. 

### Deambulatoriu
Este o galerie care înconjoară altarul.

### Abside
Sunt spații semicirculare.
În abside, în tradiția ortodoxă, se află altarul și stranele.

### Calotă
Calotele, cu formă de semi-cupolă, constituie acoperământul absidelor.

### Boltă

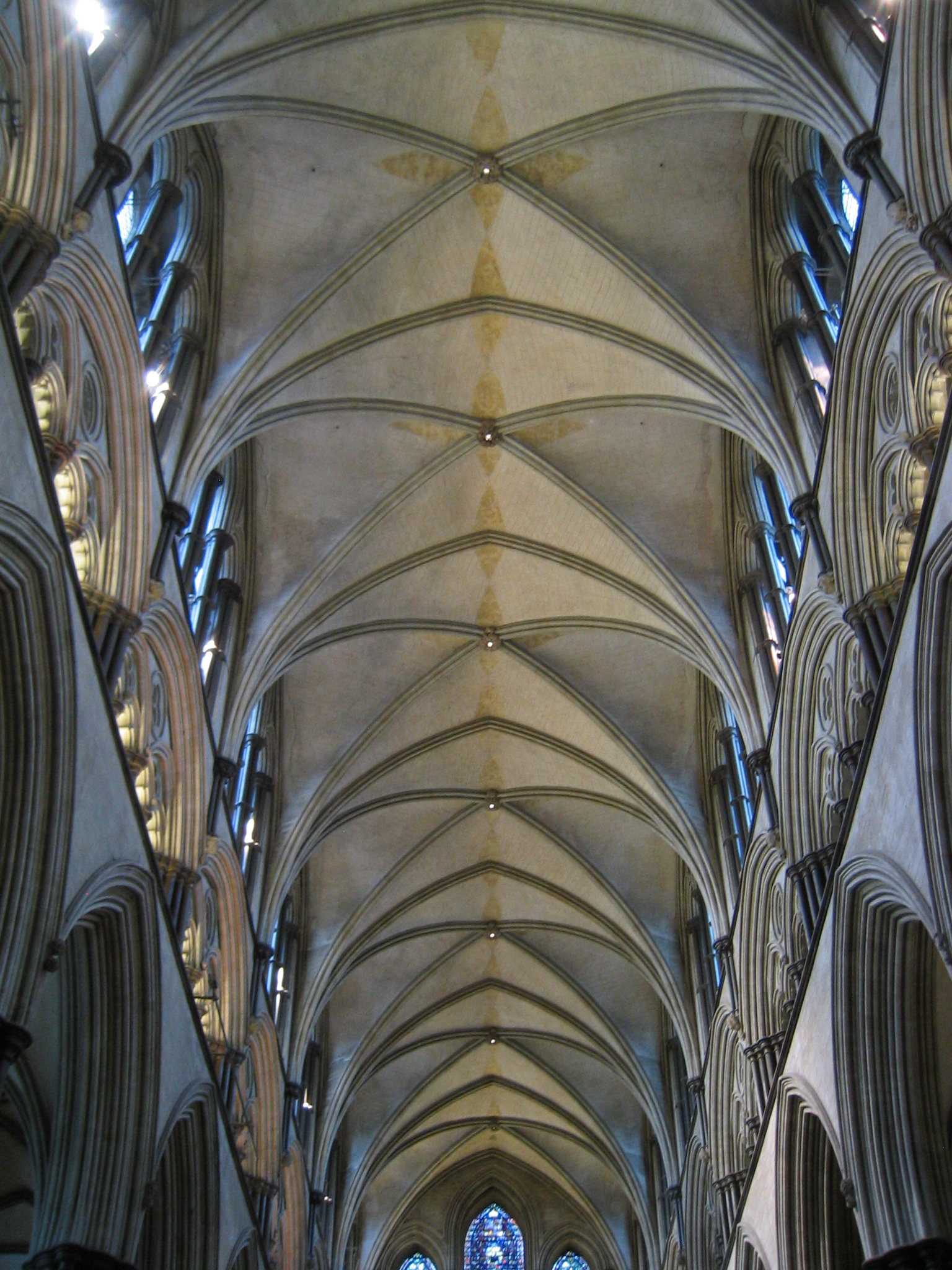
Bolți în cruce în interiorul catedralei din Salisbury

Este un element structural arcuit care constituie acoperământul navelor.
Două bolți intersectate în mod perpendicular formează o boltă în cruce.

### Contrafort
Este un element structural exterior din zidărie al cărui rol este contraîmpingerea bolților sau arcadelor interioare, sporind rezistența zidurilor.

### Arc butant
Este un element structural specific arhitecturii gotice, derivat din contrafort, al cărui rol este contaîmpingerea arcadelor interioare, preluarea și distribuirea la sol a sarcinilor.

### Vitraliu

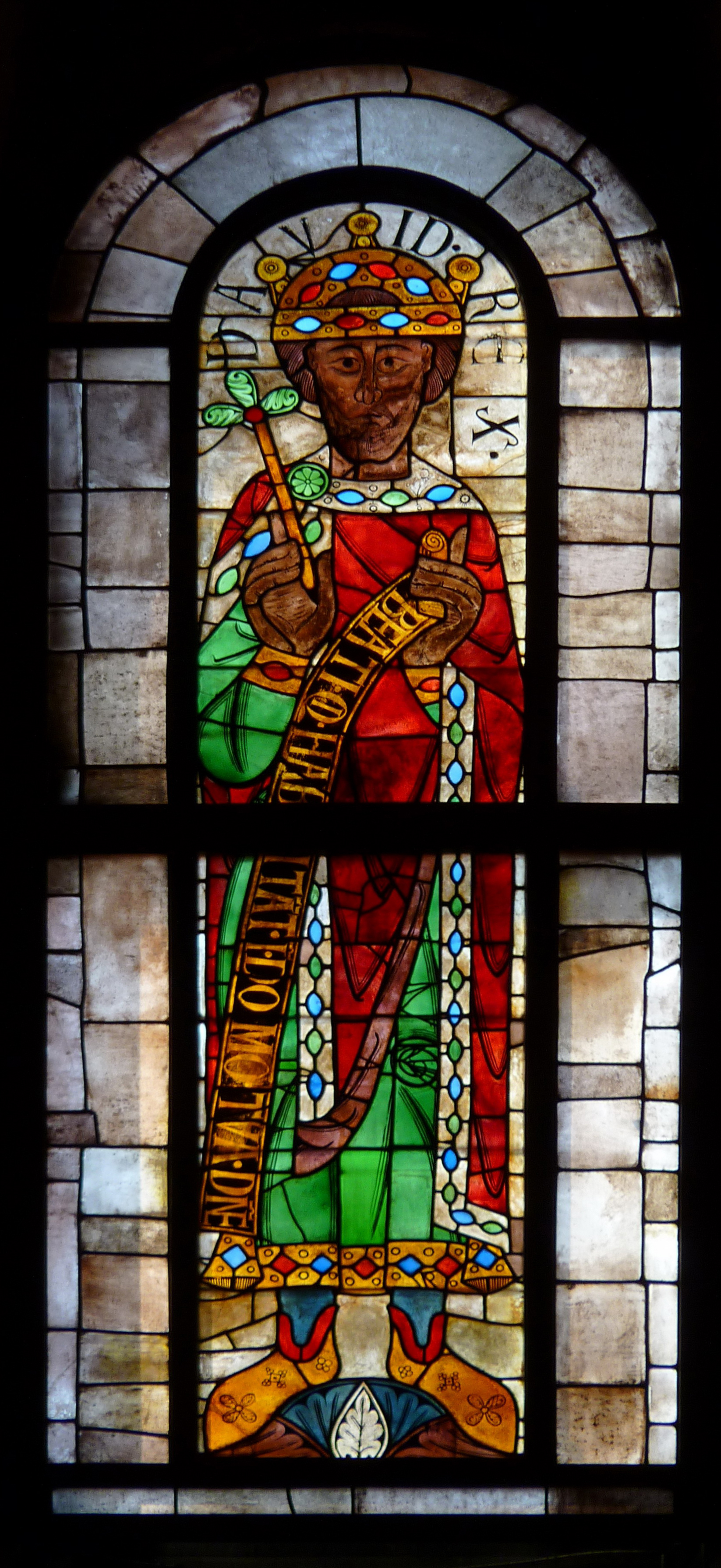
Vitraliu cu regele David în Catedrala din Augsburg

Vitraliul este un ansamblu de foi de sticlă pictată cu diferite grade de opacitate, legate între ele prin rețele de plumb și prinse prin tije metalice de șasiul ferestrei.
Este un element specific al arhitecturii gotice în care sunt reprezentați sfinți sau scene din Sfânta Scriptură.

### Rozasă
Rozasa (din franceză rosace), este o fereastră circulară, cu traforuri în piatră, împodobită cu vitralii, caracteristică pentru catedralele și bisericile gotice, așezată pe fațada lor.
Cea mai mare rozasă din lume o are Catedrala Notre-Dame din Strasbourg, cu un diametru de 13,6 m.

Elemente arhitecturale
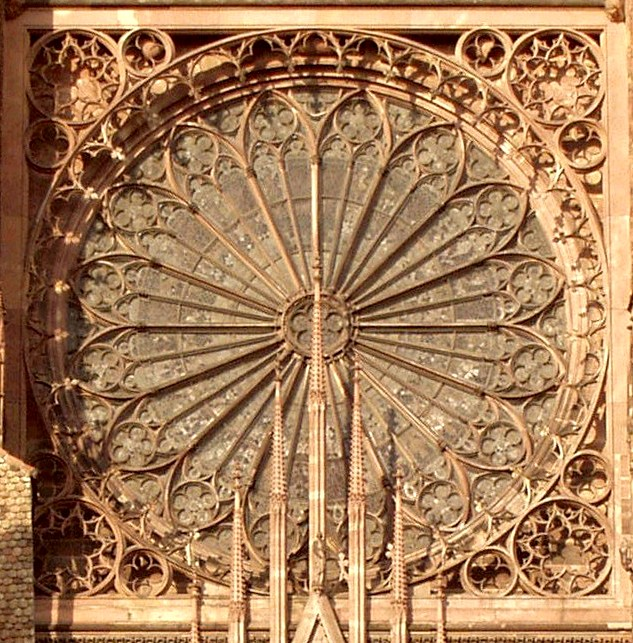
Rozasa catedralei Notre-Dame din Strasbourg, cu un diametru de 13,6 metri
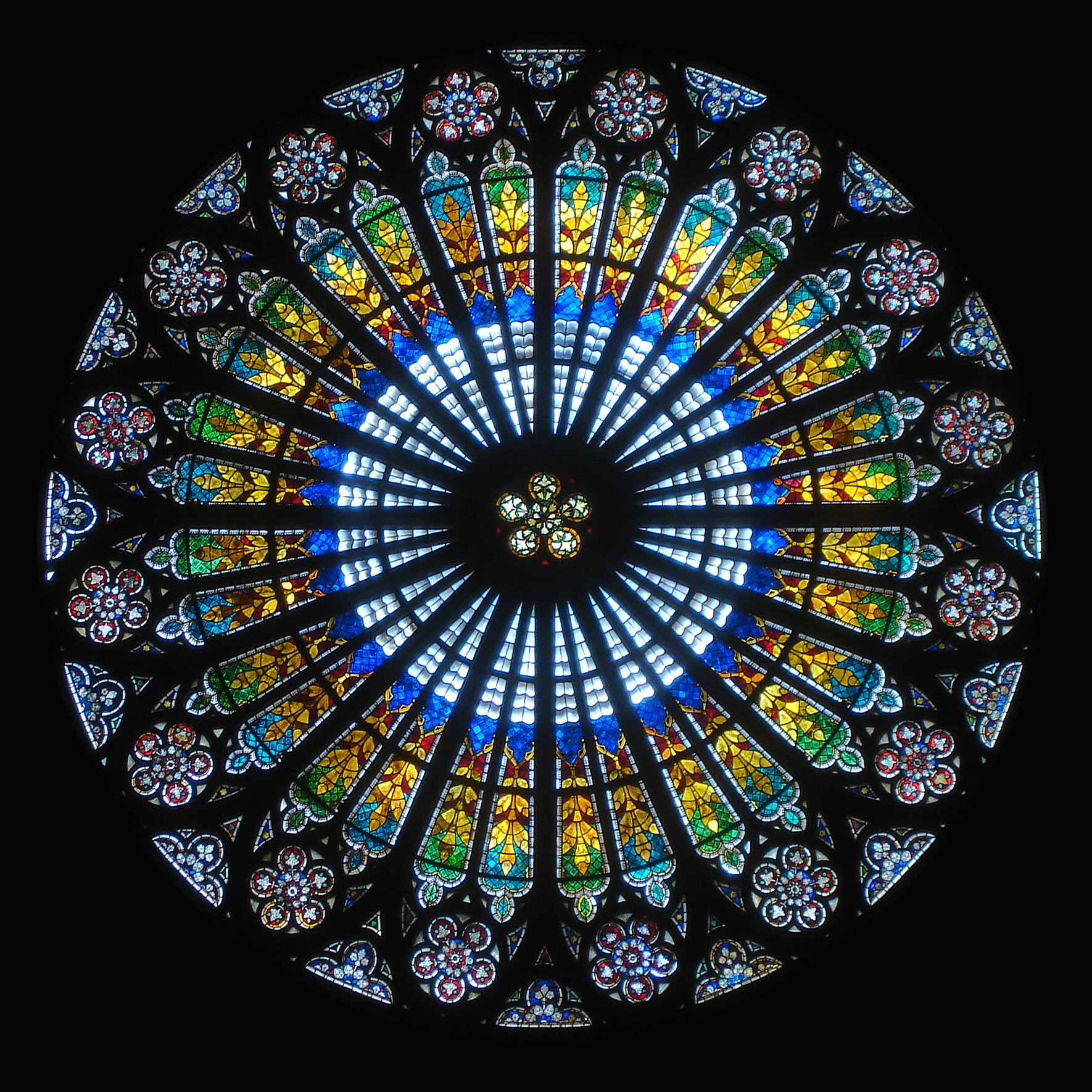
Aceeași rozasă văzută din interior, cu vitraliul său
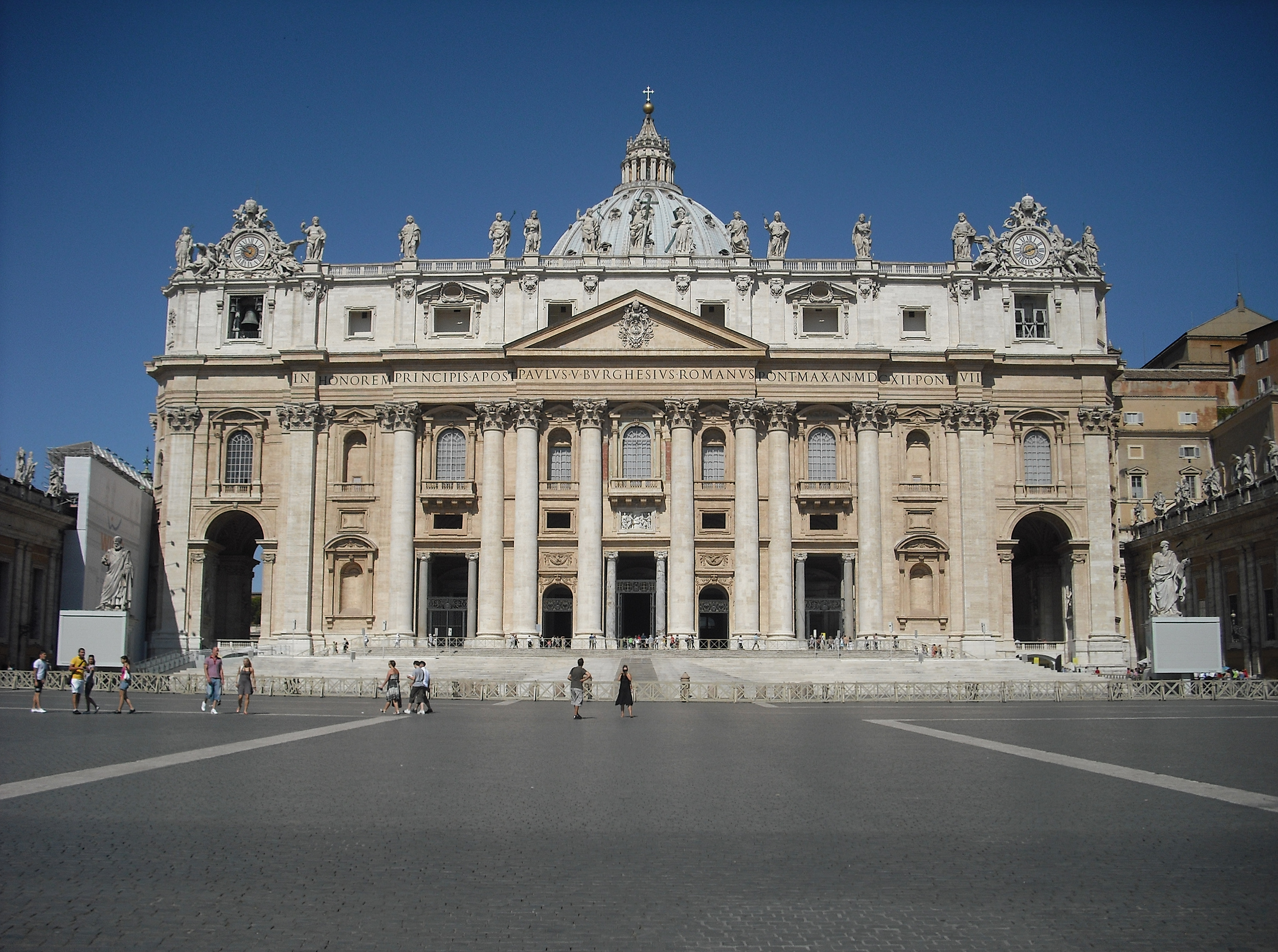
Fațada bazilicii Sf. Petru la Vatican proiectată de Carlo Maderno
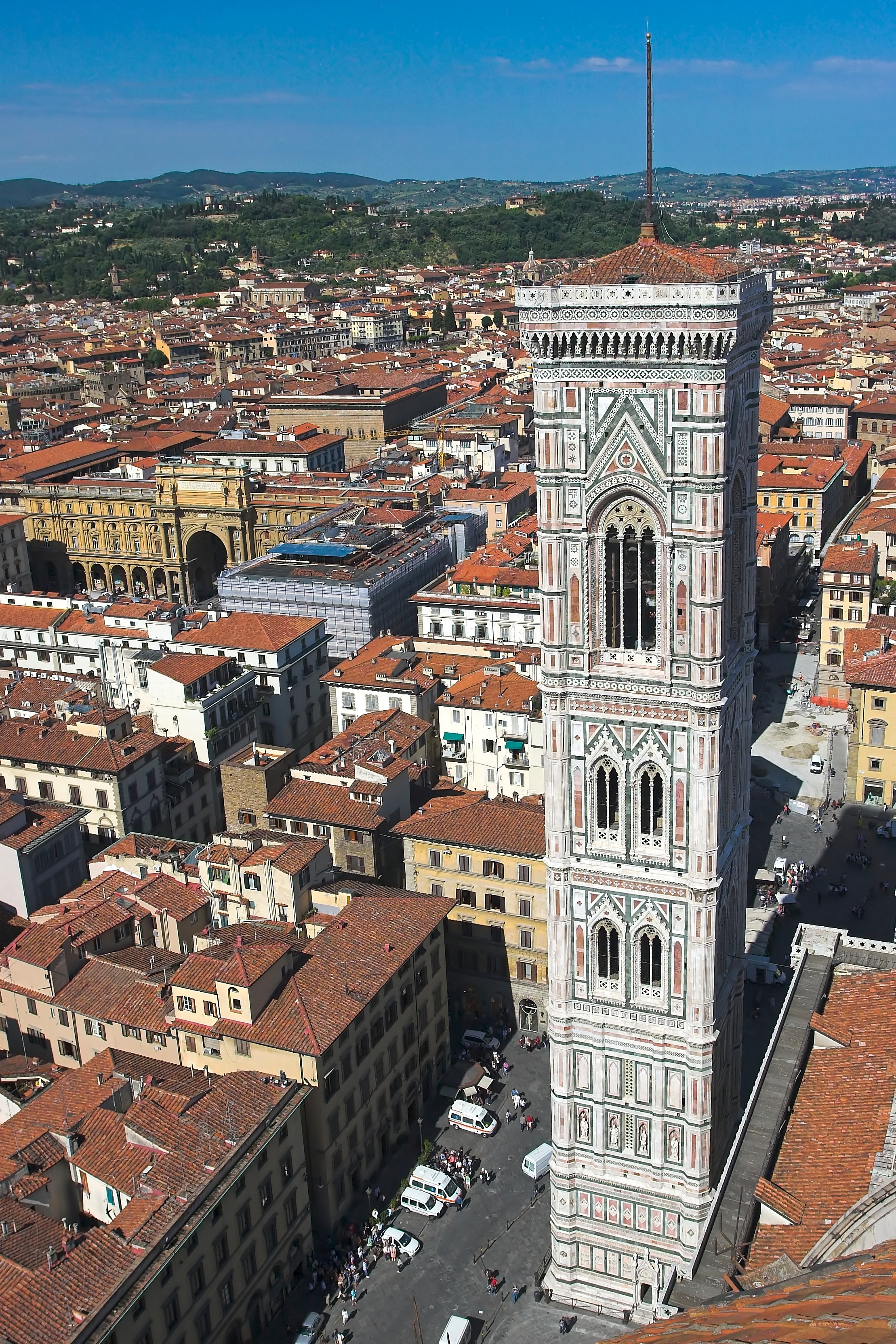
Clopotnița lui Giotto din Florența

### Fațadă
Fațada este latura exterioară a unei clădiri. De obicei fațada cuprinde intrarea principală. 

### Clopotniță
Este un turn în care sunt așezate clopotele (și o toacă metalică la ortodocși).
Adeseori pe clopotnițe se pot afla și ceasuri de turn.